# Randuagung (Kebomas)
Randuagung is een bestuurslaag in het regentschap Gresik van de provincie Oost-Java, Indonesië. Randuagung telt 15.313 inwoners (volkstelling 2010).